# Samos
Samos (druhý pád Samu, řecky Σάμoς) je řecký ostrov, který leží ve východní části Egejského moře poblíž pobřeží Malé Asie. Spolu s okolními malými ostrůvky, z nichž je obydlen pouze Samiopoúla, tvoří stejnojmennou obec jež je zároveň regionální jednotkou spadající pod kraj Severní Egeis. V obci a tedy i v regionální jednotce žilo v roce 2011 32 977 obyvatel, z čehož kromě čtyř na ostrůvku Samiopoúla všichni žili na hlavním ostrově. Největším městem je Karlovasi, zatímco sídlem obce a regionální jednotky jsou Vathy a Samos, jež leží těsně vedle sebe.

## Obyvatelstvo
V obci a tedy i v regionální jednotce žilo v roce 2011 32 977 obyvatel, z čehož kromě čtyř na ostrůvku Samiopoúla všichni žili na hlavním ostrově. Obec Samos se člení na čtyři obecní jednotky, které se dále skládají z komunit a ty z jednotlivých sídel, tj. měst a vesnic. V závorkách je uveden počet obyvatel obecních jednotek a komunit.
- Obecní jednotka Karlovasi (9855) - komunity: Agioi Theodoroi (123), Drakaioi (112), Karlovasi (6869), Kastania (164), Kontaiika (350), Kontakaiika (962), Kosmadaioi (91), Leka (419), Platanos (396), Ydroussa (369).
- Obecní jednotka Marathokampos (2609)- komunity: Kallithea (136), Koumaiika (376), Marathokampos (1900), Neochori (62), Skouraiika (135).
- Obecní jednotka Pythagoreio (7996) - komunity: Chora (1340), Koumaradaioi (130), Mavratzaioi (301), Mesogeio (109), Myloi (248), Mytilinioi (2107), Pagondas (1395), Pandroso (110), Pyrgos (419), Pythagoreio (1500), Spatharaioi (337).
- Obecní jednotka Vathy (12517) - komunity: Agios Konstantinos (369), Ampelos (309), Kokkari (1060), Manolates (131), Palaiokastro (707), Samos (6251), Stavrinides (42), Vathy (3147), Vourliotes (501).

## Geografie
Samos má zhruba 477 km². Nejvyšší horou je Kerkis dosahující výšky 1434 m n. m. Hlavní město ostrova, Samos či také Vathy, se dříve také nazývalo Kato Vathy (Κάτω Βαθύ) nebo též Limin Vatheos (Λιμήν Βαθέος).

## Hospodářství
Ekonomika spočívá zejména v zemědělství a turistice. Hlavními zemědělskými výrobky jsou hroznové víno, med, olivy, olivový olej, citrony, sušené fíky, mandle a květiny.

## Historie

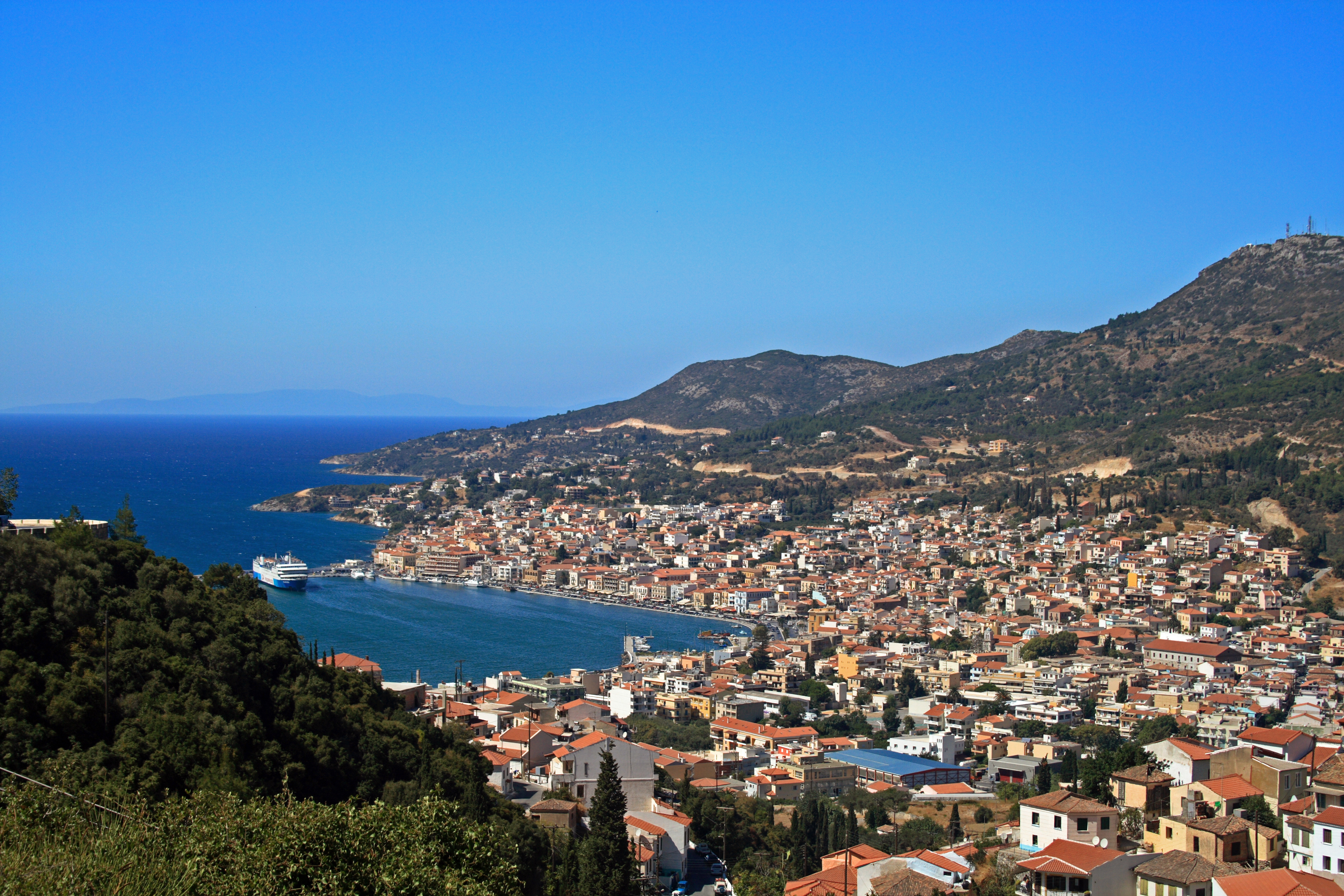
Pohled na hlavní město Samos

V klasické antice byl ostrov centrem iónské kultury a bohatství. Ostrov proslavily například zdejší vína a červená keramika. Největšího rozkvětu dosáhl Samos za vlády tyrana Polykrata. Později byl pod kontrolou Perské říše a v období helénismu o vliv nad ostrovem soupeřili Ptolemaiovci a Seleukovci. V 2. století př. n. l. se ostrov dostal pod kontrolu Římské říše. Během středověku byl součástí Byzance a poté jej získali Janované. V té době byl Samos opět centrem řecké kultury a umění, dokud jej roku 1566 nezískali Osmané. Obyvatelé ostrova se roku 1821 připojili k řecké válce za nezávislost, avšak Samos zůstal po jejím skončení součástí Osmanské říše. Roku 1835 získal ostrov v rámci říše určitou autonomii a roku 1912 byl začleněn do Řeckého království. Během druhé světové války byl ostrov okupován italskými a posléze německými jednotkami.
Významnými rodáky byli například Pythagoras, Ezop, Epikuros či Aristarchos.
Do roku 2011 tvořil spolu s ostrovem Ikarií a skupinou ostrovů Fourni stejnojmennou prefekturu spadající pod kraj Severní Egeis.

### Architektura
Na ostrově se nachází dvě památky zapsané v seznamu Světového dědictví organizace UNESCO – Héraion na Samu a Pythagoreion. Do seznamu byly oba zapsány roku 1992.